# Кирпичников, Моисей Эльевич
Моисе́й Э́льевич Кирпи́чников (5 [18] июня 1913, Гомель, Могилёвская губерния — 18 мая 1995, Санкт-Петербург) — российский ботаник-систематик.

## Биография
Родился в еврейской семье, был пятым, младшим ребёнком. Дед Моисея Эльевича был раввином.
Читать научился в пять лет по детским книжкам. С раннего детства увлекался естествознанием. Образование получил в школе-семилетке. Во времена НЭПа его отец был объявлен «лишенцем», а члены семьи ограничены в правах. Это закрывало молодому юноше возможность поступления в учебные заведения для получения высшего образования.
В ноябре 1929 года приехал в Ленинград и поступил на работу в Ленкогиз продавцом в магазин «Техническая книга», но эта работа не приносила ему удовлетворения. Заинтересовавшись химией, он в 1932 году устроился на работу препаратором в Государственный институт прикладной химии, в котором в то время велись работы по созданию искусственного каучука.
В 1934 году Моисей Эльевич поступил на биологический факультет Ленинградского университета. В это время в университете преподавали замечательные учёные В. Л. Комаров, В. А. Догель, Н. Л. Гербильский, В. Н. Сукачёв, А. А. Ухтомский. Начав специализироваться на кафедре систематики и морфологии растений, Моисей Эльевич вскоре перешёл на кафедру геоботаники.
Во время учёбы в университете Кирпичников в качестве коллектора принимал участие в работе экспедиции на Кавказ под руководством Р. А. Еленевского (1937) и в Лабинской экспедиции Гипролестранса (1938) в отряде В. Б. Сочавы, руководил которым А. И. Лесков.
В 1939 году окончил университет и по распределению был направлен в заповедник «Аксу-Джабаглы», но оказалось, что ботаник заповеднику не нужен, и он начал работу в Большеземельской экспедиции Наркомзема РСФСР (город Нарьян-Мар), которая проводила геоботанические съёмки в бассейне Печоры. По итогам этой работы Кирпичников написал одну из первых своих статей «Заметка о флоре известняков по реке Белой Кедве», которая была опубликована лишь после войны.
М. Э. Кирпичников прошёл всю Великую Отечественную войну. Сразу же после её объявления, несмотря на наличие у него брони от призыва, он написал заявление в военкомат о направлении его на фронт и в 1942 году после окончания курсов усовершенствования комсостава в звании младшего лейтенанта приступил к командованию ротой ПТР на Карельском фронте. После освобождения Карелии участвовал в боях в Трансильвании, Венгрии, Румынии и закончил войну в 1945 году в Австрии в должности заместителя начальника штаба полка. За время войны был дважды ранен, но от госпитализации отказывался. Он был награждён орденами Красной Звезды, Отечественной войны II степени (дважды) и медалями.
В 1946 году поступил в аспирантуру БИН, где его научным руководителем был С. В. Юзепчук. В этом же году принимал участие в экспедиции в Талыш вместе с крупнейшим знатоком флоры Кавказа академиком А. А. Гроссгеймом. В своей книге «В горах Талыша» А. А. Гроссгейм под именем Емельяна Павловича Сухотина с большой теплотой и юмором описывает Моисея Эльевича, характеризуя его как истинного ботаника.
После окончания аспирантуры в 1948 г. М. Э. Кирпичников непродолжительное время работал ассистентом на кафедре морфологии и систематики растений Ленинградского университета.
С февраля 1949 года по февраль 1952 год работал в БИН РАН младшим научным сотрудником Отделения систематики и географии растений, исполняющим обязанности учёного секретаря института и одновременно заведующим научной библиотекой. С февраля 1952 года он стал старшим научным сотрудником Лаборатории систематики и географии растений БИН, заведовал Общим сектором Гербария, был научным сотрудником-консультантом (с 1986).
В 1955 году подписал «Письмо трёхсот».
В 1955 и 1956 году участвовал в Объединённой советско-китайской биологической экспедиции в провинции Юньнань вместе с Ан. А. Фёдоровым, И. А. Линчевским, зоологами В. В. Поповым и О. Л. Крыжановским.
Умер 18 мая 1995 года на 82 году жизни в Санкт-Петербурге, похоронен на Серафимовском кладбище.

## Научная деятельность
М. Э. Кирпичников известен как авторитетный систематик, знаток сложнейшего и крупнейшего семейства Сложноцветные. Его кандидатская диссертация была посвящена одной из трудных для таксономии групп Compositae — родству рода Gnaphaliothamnus. Им было описано в этой группе несколько новых родов. Систематике некоторых родов сложноцветных посвящён ряд специальных статей. Кирпичников принимал участие в обработке семейства Сложноцветные во «Флоре СССР», «Флоре средней полосы Европейской части СССР» П. Ф. Маевского (8-е и 9-е издания), во «Флоре Туркмении». Ему принадлежит обстоятельный обзор этого семейства в издании «Жизнь растений».
В 1965 году защитил докторскую диссертацию по совокупности опубликованных работ («К вопросу о количественном анализе в систематике растений» и «Некоторые соображения о роде, в особенности у сложноцветных»), в которой он развил идеи о критериях рода у растений.
Наиболее известна деятельность М. Э. Кирпичникова как создателя серии ботанических справочников для систематиков. В небольшом выпуске (1954), написанном при участии Ан. А. Фёдорова, содержатся важнейшие сокращения, условные обозначения и ранее употреблявшиеся географические названия с их современными эквивалентами. В последующих, написанных совместно с филологом-латинистом Н. Н. Забинковой, содержатся «Латинско-русский словарь для ботаников» (1957) и «Русско-латинский словарь для ботаников» (1977), которые стали авторитетными сводками в мировой ботанической литературе. Последний выпуск (1998), вышедший уже после смерти автора, включает в себя неопубликованные работы из его архива: библиографические очерки, посвящённые латинским и древнегреческим словарям и пособиям, периодическим и сериальным изданиям Академии наук и толковый словарь номенклатурных терминов.
М. Э. Кирпичниковым совместно с Ал. А. Фёдоровым и З. Т. Артюшенко была издана также серия книг «Атлас по описательной морфологии высших растений» (1 и 2 том), которая включает в себя упорядоченную описательную ботаническую терминологию. За эту работу все трое авторов в 1957 году стали лауреатами Премии им. В. Л. Комарова.

## Научные труды
- Фёдоров Ал. А., Кирпичников М. Э. и Артюшенко З. Т. Атлас по описательной морфологии высших растений. Лист / Акад. наук СССР. Ботан. ин-т им. В. Л. Комарова. Под общ. ред. чл.-кор. АН СССР П. А. Баранова. Фотографии В. Е. Синельникова. — М.—Л.: Изд-во Академии наук СССР, 1956. — 303 с. — 3000 экз.
- Фёдоров Ал. А., Кирпичников М. Э. и Артюшенко З. Т. Атлас по описательной морфологии высших растений. Стебель и корень / Акад. наук СССР. Ботан. ин-т им. В. Л. Комарова. Под общ. ред. чл.-корр. АН СССР П. А. Баранова. Фотографии М. Б. Журманова. — М.—Л.: Изд-во Академии наук СССР, 1962. — 352 с. — 3000 экз.
- М. Э. Кирпичников и Н. Н. Забинкова. Русско-латинский словарь для ботаников / Акад. наук СССР; Ботан. ин-т им. В. Л. Комарова; Филологич. редакция Я. М. Боровского; Отв. ред. Я. М. Боровский. — Л.: Наука, Лен. отд, 1977. — 855 с. — 15 500 экз.
- Забинкова Н. Н., Кирпичников М. Э. Латинско-русский словарь для ботаников. — М., Л.: Изд-во АН СССР, 1957. — 335 с.
- Кирпичников М. Э., Панкратова Г. Н. Сокровища ботанической литературыː из фондов библиотеки Ботанического института им. В. Л. Комарова Российской академии наук // Централизованная сеть Петербургских академических библиотек. Становление и развитие. — СПб : БИН РАН, 1992. — С. 57—70.
- Кирпичников М. Э. «...Телега на ходу легка...». — СПб.: Ретро, 2002. — 216 с.

## Увековечение памяти
В честь Кирпичникова назван род растений семейства Толстянковые — Кирпичниковия (Kirpicznikovia Á.Löve & D.Löve).